# كرايغ باتلر
كرايغ باتلر هو لاعب كرة القدم الكندية كندي، ولد في 19 ديسمبر 1988 في لندن في كندا.